# إلين باركر
إلين باركر (بالإنجليزية: Ellen Parker)‏ (و. 1949 – م) هي ممثلة، وممثلة مسرحية، من الولايات المتحدة الأمريكية، ولدت في باريس.

## التعليم
تعلمت في كلية بارد.

## وصلات خارجية
- إلين باركر على موقع IMDb (الإنجليزية)
- إلين باركر على موقع قاعدة بيانات برودواي على الإنترنت (الإنجليزية)
- إلين باركر على موقع قاعدة بيانات الفيلم (الإنجليزية)